# Manoblemma
Manoblemma là một chi bướm đêm thuộc họ Noctuidae.